# Дронго малий
Дронго малий (Dicrurus remifer) — вид горобцеподібних птахів родини дронгових (Dicruridae).

## Поширення
Вид поширений в передгір'ях Гімалаїв та Південно-Східній Азії на південь до Західної Яви. Мешкає у вологих гірських лісах з наявністю галявин та просік.

## Опис
Птах завдовжки 25-27 см, вагою 36-40 г. Це птах з міцною і стрункою зовнішністю, великою округлою головою, конусоподібним і міцним дзьобом, короткими ногами, довгими крилами і довгим хвостом з роздвоєним кінцем, кінчики якого розходяться, вигинаючись назовні в дистальній половині. У самців два бічних пера хвоста вдвічі довші за інші, ниткоподібні, а на кінці мають розширення у вигляді ракетки. Оперення глянцево-чорне з відтінками синьо-зеленого кольору. Дзьоб і ноги чорнуватого кольору, очі коричнево-червонуваті.

## Спосіб життя
Трапляється парами або поодинці. Харчується комахами, їх личинками та іншими безхребетними, які знаходяться на землі, в польоті або серед гілок та листя дерев та кущів. Також поїдає дрібних хребетних, зерно, ягоди, нектар. Моногамний птах. Сезон розмноження триває з квітня по червень. Невелике чашоподібне гніздо серед гілок дерев будують обидва партнери. У кладці 2-4 яєць. Насиджують також обидва батьки по черзі. Інкубація триває три тижні. Пташенята залишають гніздо приблизно через 20 днів після народження, але самостійними стають через місяць.

## Підвиди
- Dicrurus remifer tectirostris (Hodgson, 1836) — поширений у північній частині ареалу;
- Dicrurus remifer peracensis (Baker, 1918) — поширений на півдні Індокитаю та на Малайському півострові;
- Dicrurus remifer lefoli (Delacour & Jabouille, 1928) — ендемік Кардамонових гір;
- Dicrurus remifer remifer (Temminck, 1823) — поширений на Суматрі та Яві.